# Jesús Manzaneque Sánchez
Jesús Manzaneque Sánchez (Campo de Criptana, 1 de gener de 1943) és un ciclista espanyol, ja retirat, que fou professional entre 1962 i 1981. Durant la seva llarga carrera professional aconseguí nombroses victòries, sent les més destacades dues etapes de la Volta a Espanya, la Volta a Portugal de 1973, així com nombroses curses per etapes espanyoles. El seu germà Fernando també fou ciclista.

## Palmarès
- 1968
  - 1r a la Volta a Astúries
- 1969
  - 1r a la Volta a Aragó
  - 1r al Trofeo Elola
- 1970
  - 1r a Leganés
  - 1r al GP Biskaia
  - Vencedor d'una etapa de la Volta a Aragó
- 1971
  - 1r a la Volta a la Rioja
- 1972
  - Vencedor d'una etapa de la Volta a Espanya
- 1973
  - 1r a la Volta a Portugal
  - 1r a la Volta a Aragó
  - 1r a la Volta a Astúries i vencedor d'una etapa
  - 1r a la Volta a la Rioja i vencedor d'una etapa
  - 1r a l'Escalada a Montjuïc
  - 1r a la Vuelta a los Valles Mineros
  - 1r a la Volta a Cantàbria i vencedor d'una etapa
  - Vencedor de 2 etapes de la Volta a Catalunya
- 1974
  - 1r a la Volta a la Rioja i vencedor d'una etapa
  - 1r al Trofeo Elola
  - Vencedor d'una etapa del Dauphiné Libéré
  - Vencedor d'una etapa de la Volta a Euskadi
  - Vencedor d'una etapa de la Volta a Cantàbria
- 1975
  - Vencedor d'una etapa de la Volta a Espanya
  - Vencedor d'una etapa de la Volta a Llevant
  - Vencedor d'una etapa de la Volta a Euskadi
  - Vencedor d'una etapa de la Volta a la Rioja
- 1976
  - Vencedor d'una etapa de la Volta a Andalusia
  - Vencedor d'una etapa de la Volta a Cantàbria

### Resultats a la Volta a Espanya
- 1964. 41è de la classificació general
- 1965. 43è de la classificació general
- 1966. 32è de la classificació general
- 1967. 44è de la classificació general
- 1970. 4t de la classificació general
- 1972. 7è de la classificació general. Vencedor d'una etapa
- 1973. 10è de la classificació general
- 1974. 24è de la classificació general
- 1975. 10è de la classificació general. Vencedor d'una etapa
- 1976. 25è de la classificació general
- 1977. 34è de la classificació general
- 1979. 29è de la classificació general
- 1980. 49è de la classificació general

### Resultats al Tour de França
- 1971. 54è de la classificació general
- 1973. 39è de la classificació general
- 1974. 46è de la classificació general
- 1976. Abandona (10a etapa)

### Resultats al Giro d'Itàlia
- 1971. 37è de la classificació general
- 1972. 21è de la classificació general